# Komórka Ferrela

Diagram ogólnej cyrkulacji atmosfery z zaznaczoną cyrkulacją Hadleya pomiędzy obszarami równikowymi a obszarami podzwrotnikowymi (0-30), komórkami średnich szerokości (Ferrela) i komórkami polarnymi

Komórka Ferrela – element ogólnej cyrkulacji atmosfery; komórka Ferrela znajduje się między wyżami zwrotnikowymi a niżami strefy umiarkowanej, transportuje ciepło w kierunku biegunów. W komórce tej powietrze przemieszcza się przy powierzchni ziemi w kierunku biegunów, z powodu siły Coriolisa skręca nieco na wschód (wiatry zachodnie), następnie w niżach strefy umiarkowanej unosi się i częściowo w górnych partiach troposfery wraca w kierunku zwrotników i tu również z powodu siły Coriolisa powietrze skręca, tym razem w kierunku zachodnim, w obszarze zwrotników powietrze opada w wyżach zwrotnikowych. Nazwa komórki wzięła się od Amerykanina Williama Ferrela, który w 1855 r. opracował schemat ogólnej cyrkulacji atmosfery zbliżony do współczesnego. Komórka Ferrela wraz z komórką Hadleya i komórką polarną uczestniczą w procesie transportu ciepłego powietrza w kierunku biegunów i zimnego w kierunku równika.